# Narsinghpur (ciutat)
Narsinghpur o Narsimhapur és una ciutat i municipi de Madhya Pradesh, capital del districte de Narsinghpur. És a la riba del Singri (a l'altre costat del riu la població portava el nom de Kandeli però fou inclosa dins a la municipalitat), i consta al cens del 2001 amb una població de 46.120 habitants. La població el 1908 era de 1.530 habitants. A la ciutat destaquen el temple de Narsingh construït per Jat Sardar al començament del segle XVIII (el clan Khirwar dels jats va arribar al lloc i va fundar la ciutat en honor de la seva deïtat tutelar, Narsingh, home lleó encarnació de Vixnu). Fins aleshores la població es deia Chhota-Gadarwara. El 1867 es va formar la municipalitat. El 1891 el petit riu Singri es va desbordar i va anegar la població.